# فریتس هرکنرات
فریتس هرکنرات (به آلمانی: Fritz Herkenrath) بازیکن فوتبال و دروازه‌بان اهل آلمان است که از سال ۱۹۵۴ میلادی عضو تیم ملی فوتبال آلمان بوده‌است. وی در ۲۱ بازی ملی حضور داشته است و آخرین بازی ملی خود را در سال ۱۹۵۸ میلادی انجام داد. فریتس هرکنرات در بازی‌های ملی‌اش گلی به ثمر نرساند.